# Бади, Лоранс
Лоранс Бади (фр. Laurence Badie, 15 июня 1928 года, Булонь-Бийанкур, Франция — 11 января 2024 года, Морле, Франция) — французская актриса театра и кино, с 1952 года снялась в более чем 100 фильмах.
Актриса оставила свой след в мире кино и театрального искусства благодаря своему уникальному голосу, своей неповторимой личности и многочисленным запоминающимся ролям второго плана.

## Биография
Лоранс Бади родилась 15 июня 1929 года в парижском пригороде Булонь-Бийанкур, департамент Сена, Франция.
Год проучилась в Высшей коммерческой школе Парижа (HEC), но затем отдала предпочтение театральному искусству, брала уроки у актёра Жюльена Берто. По своему амплуа имела склонность к комическим ролям. Однажды во время прослушивания она растерялась и сказала: «О, черт!» «Нужно взять того, кто сказал „дерьмо“», — решил режиссёр, некий Жорж Уилсон, который привёл её в Национальный народный театр (TNP) Жана Вилара, где она оставалась почти десять лет. Затем, по направлению Вилара, выступала в Бульварном театре.
В дальнейшем за свою более чем 60-летнюю сценическую карьеру она многократно выступала в спектаклях по произведениям Уильяма Шекспира, Мольера, Саши Гитри и других.
В период с 1952 по 2015 год она снялась в более чем 120 кино- и телепроектах. Её первой крупной ролью в кино стала роль дочери фермера Берты в антивоенном фильме «Запретные игры» (1952), удостоенном премий «Оскар» и «Золотой лев». Она стала популярной актрисой французского кино, так и не став при этом крупной звездой. Среди других заметных ролей в кино: «Маленькая высокая» Франсуа Трюффо (1964), «Мюриэль, или Резей» Алена Рене (1963) и «Семь раз, когда женщина искушает себя» Витторио Де Сики (1967).
Бади также была плодовитой актрисой озвучивания, её голосом говорит Велма Динкли во франшизе «Скуби-Ду» в середине 1990-х годов и Каспера — дружелюбного привидения в анимационных короткометражках 1950-х годов.
Актриса работала в профессии до глубокой старости; в последний раз она появилась перед камерой в 2015 году в телесериале «Закон…»
Лоранс Бади умерла 11 января 2024 года в возрасте 95 лет. Могила Лоранс Бади находится на кладбище Пер-Лашез (участок 94).

## Фильмография
- 2015 «The law of Alexandre»
- 1982 «Bankers Also Have Souls»
- 1974 «How to Make Good When One Is a Jerk and a Crybaby»
- 1970 «Cannabis»
- 1967 «Семь раз женщина» (итал. Sette volte donna, англ. Woman Times Seven)
- 1964 «Нежная кожа» (фр. La Peau Douce)
- 1963 «Убийца» («фр. Le meurtrier»)
- 1963 «Мюриэль, или Время возвращения» («фр. Muriel Ou Le Temps D'Un Retour»)
- 1956 «Через Париж» («фр. La Traversée de Paris»)
- 1954 «Порочные» («фр. Les Impures»)
- 1953 «Follow That Man»
- 1953 «Жизнь порядочного человека» («англ. The Virtuous Scoundrel»)
- 1952 «Запрещённые игры» («англ. Forbidden Games»)